# Дама с камелиями (фильм, 1984)
«Дама с камелиями» — телефильм английского режиссёра Десмонда Дэвиса, снятый в 1984 году по произведению Александра Дюма-сына «Дама с камелиями».

## Сюжет
Бедная крестьянка Маргарита Готье приезжает в Париж, чтобы поймать удачу. Вскоре портрет, нарисованный её любовником-художником, приобретает престарелый герцог де Шарль. Он же берёт девушку к себе в качестве воспитанницы, однако через какое-то время Маргарита покидает старика и начинает вести жизнь очень дорогой куртизанки. Тогда её замечает небогатый юноша Арман Дюваль. Его друг Гастон предупреждает, что Маргарита только для самых богатых, однако юноша упорно добивается её любви. Впрочем, уставшая от продажных отношений, девушка вскоре отвечает на чувства юноши.
Армана очень тяготит его бедность, но Маргарита категорически отказывается брать у него деньги. Узнав, что молодой человек проиграл большую сумму в игорном доме, пытаясь достать средства для того, чтобы обеспечить поездку на лето в деревню, девушка требует у Дюваля, чтобы тот прекратил пытаться заработать таким способом. Маргарита берёт деньги для поездки у герцога де Шарля. Сперва пребывание в деревне подобно идиллии, Арман и Маргарита наслаждаются как прекрасным местом, так и взаимной любовью. Неожиданно появляется де Шарль, он возмущён тем, что девушка живёт на его средства с любовником и лишает её своей помощи. Чтобы расплатиться с долгами, девушка продаёт свои драгоценности, а затем планирует продать всё имущество. В свою очередь Арман пытается реализовать наследство, но тут вмешивается его отец. Так как разговор с сыном ничего не дает, Дюваль старший едет к Маргарите. Играя на чувстве долга девушки, он выбивает у неё согласие на расставание с его сыном.
Маргарита уступает домогательствам графа де Нуайи, но на светских мероприятиях периодически встречается с Арманом. Будучи не в силах справиться со своими чувствами, она приходит к молодому человеку и остаётся до следующего утра, однако на следующий день получает письмо с банкнотами — «за услуги, оказанные ночью». Арман поступает на службу к судовладельцу и уезжает в Александрию. Там он узнает о болезни Маргариты и спешит в Париж. Девушка тяжело больна, практически никого не узнает, но просит служанку передать свой дневник Дювалю… Проходит много лет. Каждое рождество постаревший Арман приходит на могилу Маргариты и оставляет там букет камелий.

## В ролях
| Актёр           | Роль             |
| --------------- | ---------------- |
| Грета Скакки    | Маргарита Готье  |
| Колин Фёрт      | Арман Дюваль     |
| Джон Гилгуд     | герцог де Шарль  |
| Билли Уайтлоу   | Пруданс Дюворней |
| Патрик Райкарт  | Гастон Доде      |
| Денхолм Эллиотт | граф де Нуайи    |
| Бен Кингсли     | Дюваль           |
| Лила Кэй        | Нанин            |
| Рэйчел Кемпсон  | Ортанс           |
| Рональд Пикап   | Жан              |
| Джули Доун Коул | Жюли             |
| Дэвид Суше      | Обер             |

## Съёмочная группа
- Режиссёр: Десмонд Дэвис
- Продюсер: Норман Роземонт
- Сценарист: Бланш Анали по одноимённому роману Александра Дюма-сына
- Оператор: Жан Турнье
- Композитор: Эллин Фергюсон
- Художники: Жак Дюи (художник-постановщик), Марк Дюи, Розин Деламар (художник по костюмам), Нади Шовре (художник-декоратор)
- Монтажёр: Алан Паттийо